# Акбарабад (шахрестан Шираз)
Акбараба́д или Ак Бараба́д (перс. اکبرآباد‎) — небольшой город на юге Ирана, в провинции Фарс. Входит в состав шахрестана Шираз и является одним из северных пригородов его одноимённого центра. По данным переписи, на 2006 год население составляло 5 837 человек.

## География
Город находится в центральной части Фарса, в горной местности юго-восточного Загроса, на высоте 1 716 метров над уровнем моря.
Акбарабад расположен на расстоянии приблизительно 5 километров к северу от Шираза, административного центра провинции и на расстоянии 670 километров к юго-юго-востоку (SSE) от Тегерана, столицы страны.